# Xanthozona
Xanthozona är ett släkte av tvåvingar. Xanthozona ingår i familjen parasitflugor.
Kladogram enligt Catalogue of Life:
| Xanthozona | \| \| Xanthozona melanopyga \| \| \| \| \| \| Xanthozona scutellaris \| \| \| \| |
|            | \| \| Xanthozona melanopyga \| \| \| \| \| \| Xanthozona scutellaris \| \| \| \| |
|            | Xanthozona melanopyga                                                            |
|            |                                                                                  |
|            | Xanthozona scutellaris                                                           |
|            |                                                                                  |